# Nova Crixás
Nova Crixás est une municipalité brésilienne de l'État de Goiás et la microrégion de São Miguel do Araguaia.